# 新政镇 (仪陇县)
新政镇，是中华人民共和国四川省南充市仪陇县下辖的一个乡镇级行政单位。

## 行政区划
新政镇下辖以下地区：
东门社区、南门社区、临江社区、东北社区、东南社区、新南社区、六一社区、云丰村、大东村、金刚村、狮子村、三清村、亮垭村、江东村、河西村、嘉陵村、华丰村、九岭场村、桂花井村、朗山寨村、白鹤林村、清明桥村、云雾寨村、庙子梁村、燕子窝村、安溪潮村、龙滩子村、朝阳桥村、金鸡山村、五童山村、三条沟村、马桑垭村、林家沟村、九道拐村、七星桥村、金鸭铺村、天兰桥村、高堂沟村、杏子坪村、柳树店村、长里扁村、梅子垭村、周家河村、猫儿寨村、石板梁村、石佛岩村、四方山村、埃湾村、龙神垭村、金桥村、何家沟村、田氏祠村、夹马石村、新云寺村、困牛石村和金凤庵村。

## 古迹
- 新政考棚